# HD 182286
HD 182286，又名CD-2916104，SAO 188093、HR 7360，是一颗恒星，视星等为5.93，位于銀經9.3，銀緯-19.67，其B1900.0坐标为赤經19h 18m 46.1s，赤緯-29° -19.67′ 9″。